# Stacey Abramsová
Stacey Yvonne Abramsová (nepřech. Abrams, * 9. prosince 1973 Madison) je americká politička za Demokratickou stranu, právnička, aktivistka za volební práva menšin a spisovatelka afroamerického původu. V roce 2018 neúspěšně kandidovala na guvernérku Georgie. Po těsné prohře provázené kontroverzemi ze strany jejího protikandidáta se začala zasazovat o volební registrace Afroameričanů a příslušníků dalších menšin, což v důsledku vedlo k vítězství Joea Bidena v Georgii v prezidentských volbách v roce 2020, upevnění jeho vítězství v celostátním měřítku a ztrátě republikánské většiny v Senátu po volbách v lednu 2021.

## Život a politická kariéra
Narodila se do chudé afroamerické rodiny, pochází ze šesti sourozenců. Narodila se v Madisonu ve Wisconsinu, vyrůstala v Gulfportu ve státě Mississippi. Absolvovala střední školu v okrese DeKalb County v Georgii, pak studovala interdisciplinární obor (politologie, ekonomie a sociologie) na georgijské Spelman College (titul BA v roce 1995) a veřejnou politiku na LBJ School of Public Affairs Texaské univerzity v Austinu (titul MPA v roce 1998). V roce 1999 získala titul JD na Yale Law School.
Po ukončení studií působila jako daňová právnička v advokátní kanceláři Sutherland Asbill & Brennan v hlavním městě Georgie Atlantě. Věnovala se také podnikání. V roce 2002 se stala zástupkyní generálního prokurátora Georgie (nejmladší v historii státu). V roce 2006 byla zvolena do Sněmovny reprezentantů státu Georgie (primárky Demokratické strany v 89. obvodu vyhrála hned v prvním kole se ziskem 51 % hlasů). Členkou dolní komory georgijského zákonodárného sboru pak byla více než deset let – od ledna 2007 do srpna 2017, kdy rezignovala, aby se mohla soustředit na ohlášenou kandidaturu na guvernérku Georgie. Od roku 2011 zde vedla demokratickou menšinu.
Dne 22. května 2018 získala nominaci Demokratické strany na post guvernérky, čímž se stala první Američankou tmavé barvy pleti, která kdy dosáhla této mety. Kandidaturu Abramsové podporoval mimo jiné bývalý prezident Barack Obama. Jejím soupeřem byl tehdejší státní sekretář Georgie, republikán Brian Kemp. Předvolební kampaň byla neférová: Kemp například zrušil plánovanou debatu s Abramsovou (asi týden před volbami) a dva dny před volbami jeho úřad obvinil lokální struktury Demokratické strany z možných kyberzločinů (vyšetřování bylo ukončeno v roce 2020 s výsledkem, že o těchto zločinech neexistují žádné důkazy). V letech 2012 až 2018 navíc Kempův úřad zrušil volební registrace více než 1,4 milionům voličů, ve stovkách tisíc případů protiprávně (asi 70 procent vyřazených voličů tvořili Afroameričané, významná složka voličů Abramsové). Abramsová nakonec velmi těsně prohrála (Kemp získal 1 978 408 hlasů, což představovalo 50,2 % hlasů, Abramsová získala 1 923 685 hlasů, což představovalo 48,8 % podporu). Po volbách pak opakovaně označila volby za nespravedlivé, upozornila na Kempův střet zájmů a vyjádřila přesvědčení, že příčinou její volební porážky bylo omezení volební účasti zapříčiněné rušením registrací voličů. O tématu napsala také knihu a spoluprodukovala dokumentární film All In: The Fight for Democracy.
Dne 5. února 2019 přednesla odpověď na Zprávu o stavu Unie prezidenta Donalda Trumpa, čímž se stala první Afroameričankou a první osobou bez politického úřadu, která tak učinila od vzniku tohoto institutu v roce 1966. V srpnu 2019 založila organizaci Fair Fight 2020, jejímž cílem je ochrana práv demokratických voličů v různých státech USA (Abramsová už v roce 2018 založila organizaci Fair Fight Action s podobnými cíli).
V roce 2020 přispěla k vítězství Joea Bidena v prezidentských volbách. Výsledkem aktivit jejího projektu Nová Georgia a organizace Fair Fight bylo zapojení 800 tisíc nových voličů do voleb, nezřídka příslušníků různých minorit. V Georgii volilo o více než milion lidí více než ve volbách v roce 2016 a Bidenova volební výhra, k níž patrně přispěly právě hlasy mobilizovaných Afroameričanů, byla prvním vítězstvím demokratického kandidáta v tomto státě od roku 1992 (tehdy zde vyhrál Bill Clinton). Celkové posílení demokratů v Georgii, jehož svými aktivitami dosáhla zejména Abramsová, pak vedlo také k vítězství obou kandidátů strany v senátních volbách v lednu 2021, což demokratům zabezpečilo faktické ovládnutí Senátu (už předtím měli většinu ve Sněmovně reprezentantů).
Na začátku prosince 2021 oznámila, že ve volbách v roce 2022 bude znovu kandidovat na guvernérský post. Jejím případným protivníkem by měl být stávající guvernér Brian Kemp, který hodlá úřad obhajovat.
Pod pseudonymem Selena Montgomery vydala několik romantických románů.